# Кенгуру
Кенгуру́ (англ. kangaroo — из кууку-йимитирского языка австралийских аборигенов gangurru «серый кенгуру», лат. Macropus (досл.: «большая нога»)) — общеупотребительное название группы животных из отряда двурезцовых сумчатых млекопитающих.
В широком смысле термин «кенгуру» относится ко всем представителям семейства кенгуровых — в особенности, таким как красноногий филандер, антилоповый кенгуру, восточный серый (гигантский) кенгуру и западный серый кенгуру. В узком смысле это название применяется по отношению к наиболее крупным представителям семейства, тогда как самые мелкие называются валлаби, а кенгуровые средних размеров — валлару.
Кенгуру являются эндемиками — коренными обитателями Австралии. У этих животных большие, мощные задние ноги, большие ступни, приспособленные для прыжков, длинный массивный хвост для равновесия и маленькая голова. Как и у большинства других сумчатых, в организме самок кенгуру имеется особый мешочек (складка кожи), называемый «сумкой», в котором детёныш завершает послеродовое развитие. Большие кенгуру хорошо приспособились к расчистке человеком земель для пастбищного земледелия и к изменениям среды обитания. Многие из меньших разновидностей кенгуровых редки и подвергаются опасности, в то время как большие кенгуру относительно многочисленны. По оценкам австралийского правительства, в 2011 году в районах коммерческого сбора урожая в Австралии проживало 34,3 миллиона кенгуру по сравнению с 25,1 миллионами годом ранее.
Кенгуру является символом Австралии и присутствует на австралийском гербе и на некоторых австралийских купюрах и монетах и используется некоторыми известными австралийскими организациями, включая «Qantas» и Королевские австралийские военно-воздушные силы. Кенгуру важен как для австралийской культуры, так и для национального имиджа.
На диких кенгуру охотятся для получения мяса, шкуры и защиты пастбищ. Хотя полезность мяса кенгуру вызывает споры, оно воспринимается как полезное для здоровья человека (по сравнению с другими традиционными видами мяса) из-за низкого содержания жира.

## История открытия европейцами. Происхождение названия

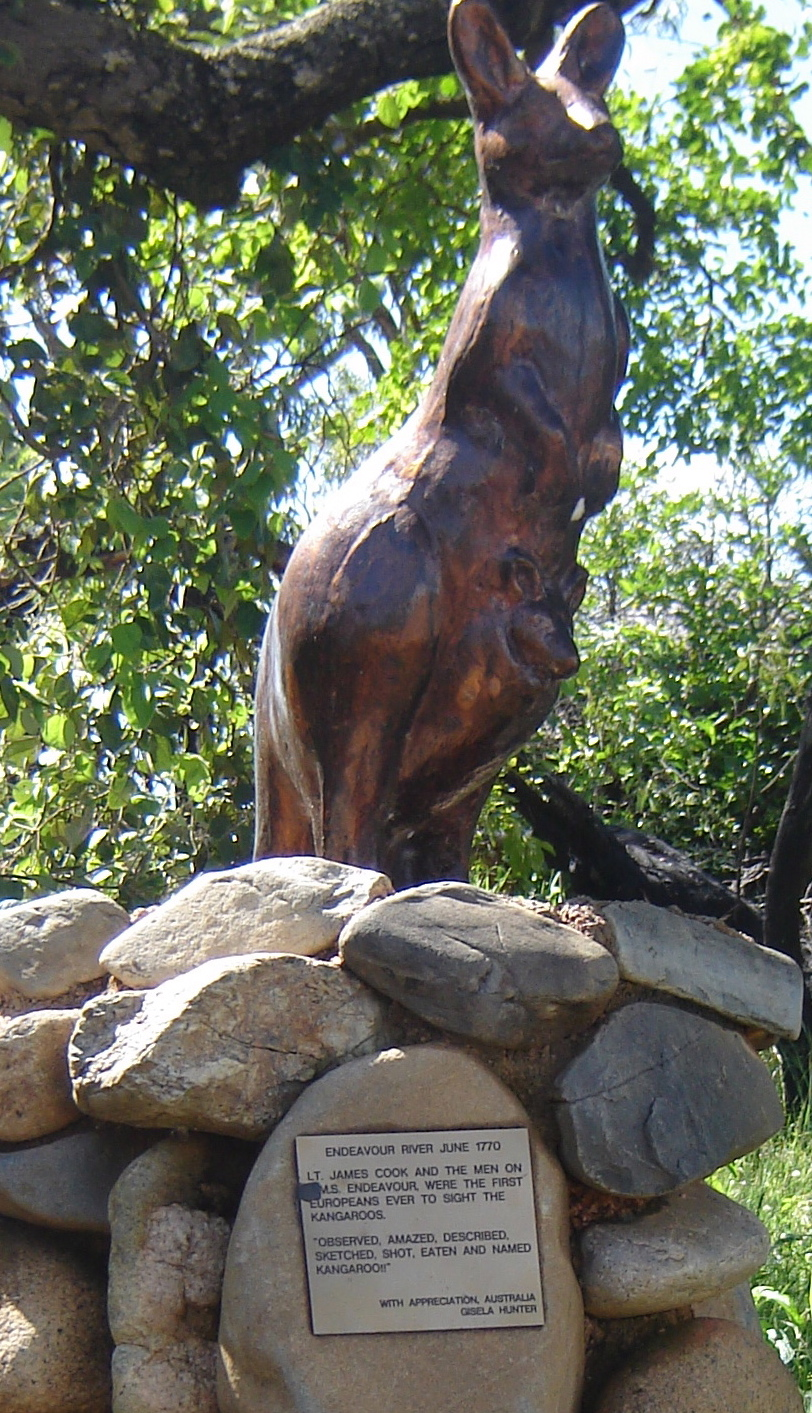
памятник в честь открытия кенгуру для европейцев экспедицией Джеймса Кука в городе Куктаун, в районе которого произошла первая встреча европейцев с этими животными

Слово «кенгуру» происходит от kanguroo или gangurru (произносится МФА /ɡaŋʊrʊ/) — названия одного из видов этого животного на кууку-йимитирском языке одного из племён (народность кууку-йимитир) аборигенов Австралии (язык пама-ньюнгской семьи), услышанного мореплавателем командиром корабля лейтенантом Джеймсом Куком и ботаником его экспедиции Джозефом Бэнксом от аборигенов во время их пребывания на берегу на крайнем севере современного северо-восточного штата  Австралии Квинсленд на время ремонта после повреждения на рифах корабля «Индевор» в районе современного посёлка Куктаун на реке Индевор в 1770 году.
Первым это слово записал Бэнкс в своём журнале экспедиции (Первое кругосветное плавание Джеймса Кука). Джеймс Кук вел журнал экспедиции и составил список слов и выражений языка этого племени, что это стало первой записью сведений о языках австралийских аборигенов вообще. Там были названия частей тела, слова и выражения, связанные с природой и бытом и среди них — название кенгуру. Научных способов передачи звуков этих языков тогда не было. В девятнадцатом и двадцатом веках несколько исследователей местного языка (лютеранский миссионер Шварц 1890 и использовавший его данные в 1901 году Уолтер Эдмунд Рот) проверяли список Кука на точность и достоверность и в основном его одобряли, а особенно точной передачу слов признал в этом списке сотрудник кафедры антропологии Гарвардского университета Джон Хэвиленд, проводивший там полевые исследования среди аборигенов в начале 1970-х годов. В то же время он отмечает недостатки способа составления таких словарей с помощью опроса носителей исследуемого языка через использование «указующих жестов с вопросом», как это называется, так как объём понятий в обоих языках может не совпадать (сравните русское «рука» и два его англ. соответствия hand «кисть руки» и arm «рука по всей длине»). 

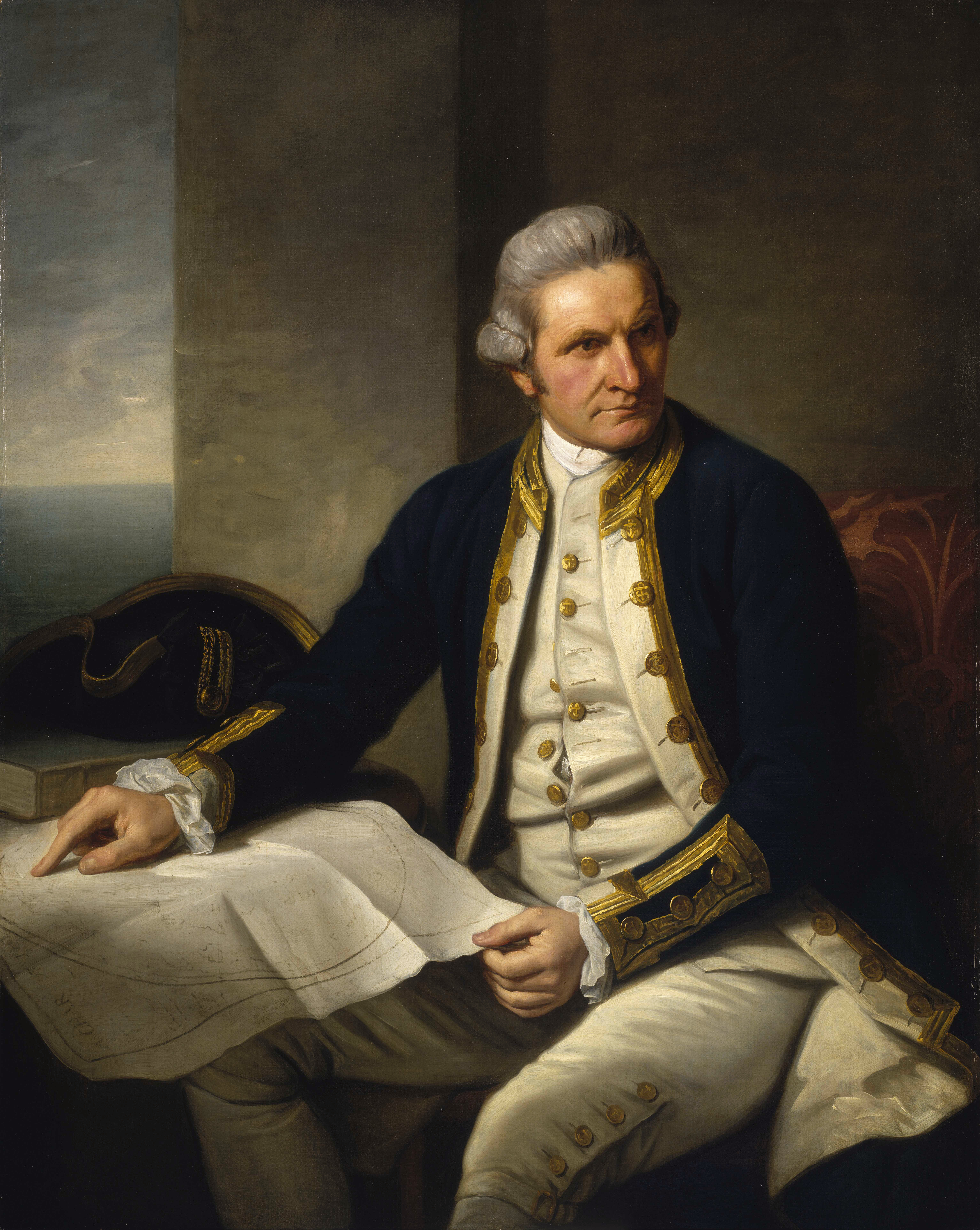
Джеймс Кук

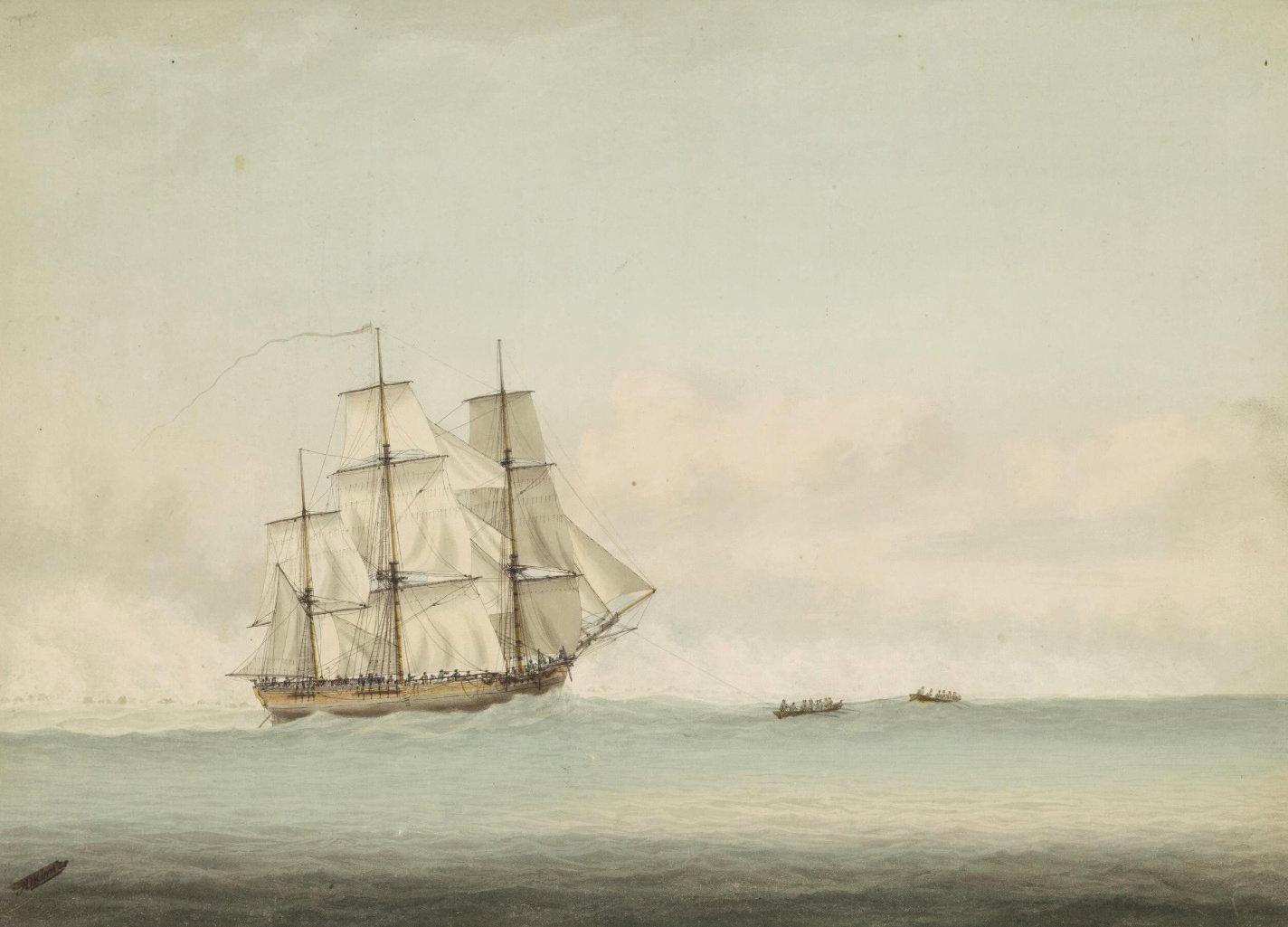
Корабль «Индевор» у берегов Новой Голландии (историческое название Австралии, данное нидерландским мореплавателем Абелем Тасманом в 1644 году и использовавшееся в течение полутора веков) в 1794 году

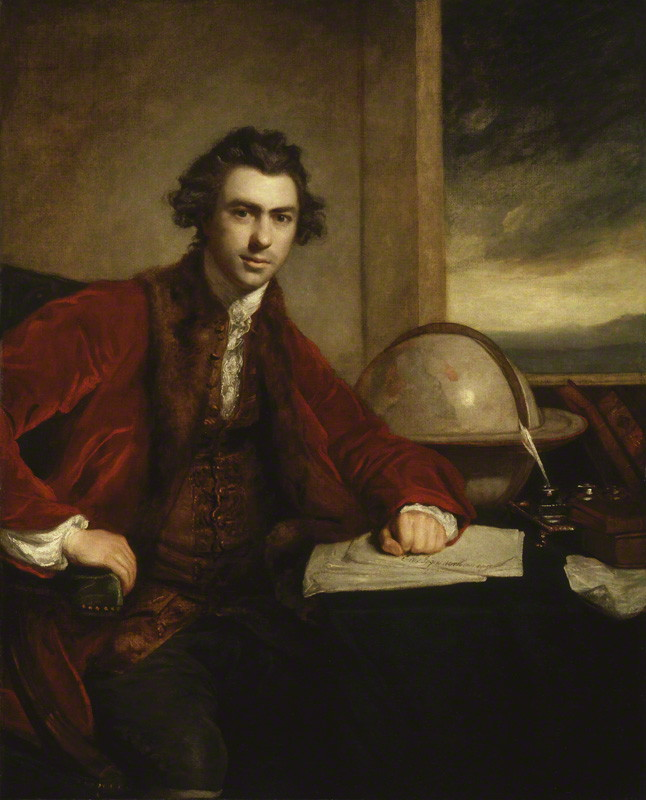
Ботаник Джозеф Бэнкс в 1773 году на картине кисти Рейнольдса

Широко распространился миф, согласно которому Джеймс Кук, прибыв в Австралию и увидев крупное, передвигающееся прыжками, незнакомое ему животное, обратился к одному из аборигенов с вопросом «что это?», однако тот, не понимая английской речи Кука, ответил ему на своём родном языке: «не понимаю». Как гласит миф, это было высказывание, которая якобы звучит как кенгуру, которое Кук и принял за название животного. Согласно современным лингвистическим исследованиям, этот миф ничем не подтверждается. Исследование Хэвиленда в полевых условиях в начале 1970-х годов показало, что и в эти годы в языке этого племени сохранилось слово gangurru для обозначения одного из видов больших чёрных кенгуру, который в этой местности стал редким. В списке Кука это слово идёт под номером 60 из 61.

## Телосложение
У кенгуру мощные задние лапы, массивный хвост, узкие плечи, маленькие передние лапы (похожие на руки человека), которыми они выкапывают клубни и корни. В случае опасности кенгуру переносит всю тяжесть тела на хвост, и тогда обе задние лапы, освободившись, одним движением сверху вниз наносят противнику сильный удар. Отталкиваясь мощными задними лапами, животные могут прыгать до 12 м в длину и до 3 м в высоту. Масса тела составляет до 80 кг. Кенгуру отдыхает, опираясь на хвост.

## Образ жизни
Кенгуру травоядны. Их основной рацион составляет трава и фрукты.
Продолжительность жизни крупных кенгуру превышает 12 лет. В среднем, кенгуру живут 6 лет в дикой природе и свыше 20 лет в неволе (в зависимости от разновидности). В естественной среде обитания большинство кенгуру, однако, не достигают зрелости.

## Размножение
Размножаются кенгуру раз в год; определённого сезона размножения у них нет. Беременность короткая — 27—40 дней. Рождаются один-два детёныша; у большого рыжего (рыжего исполинского) кенгуру Macropus rufus — до 3. Длина тела новорождённого большого рыжего кенгуру около 25 мм — это самый мелкий детёныш среди млекопитающих по сравнению со взрослым животным. Самка вынашивает потомство в сумке 6—8 месяцев. У многих кенгуру происходит задержка в имплантации эмбриона. Новое спаривание происходит через 1—2 дня после рождения детёныша (у болотного валлаби — за день до рождения детёныша). После этого эмбрион остаётся в состоянии диапаузы до тех пор, пока предыдущий детёныш не вырастет или не погибнет. С этого момента эмбрион начинает развиваться. При благоприятных условиях новый детёныш рождается, как только старший окончательно покидает сумку.

## Кенгуру и человек
Дикие кенгуру служат объектом отстрела как с целью добычи мяса и шкур, так и с целью охраны пастбищ. Мясо кенгуру считается более полезным для здоровья, чем большинство коммерчески производимого мяса, из-за его низкой жирности.

## Кенгуру как символ Австралии
Кенгуру является одним из символов Австралии. Это животное изображено на гербе Австралии, некоторых австралийских монетах, а также используется некоторыми из наиболее известных австралийских организаций, как например «Qantas», и Королевские военно-воздушные силы Австралии.